# كامبليجنيول
كامبليجنيول (بالفرنسية: Cambligneul)‏ هي بلدية تقع في إقليم باد كاليه من منطقة نور با دو كاليه في شمال فرنسا. تبلغ مساحة هذه المدينة 4.69 (كم²)، وترتفع عن سطح البحر 136 م، يبلغ عدد سكانها 323 نسمة حسب إحصاء المعهد الوطني للإحصاء والدراسات الاقتصادية سنة 2009 م. وترأس Jean Vaesen البلدية خلال فترة (2008-2014).